# Правдива історія (фільм)
«Правдива історія» (англ. True Story) — американський драматичний трилер 2015 року режисера Руперта Гулда і сценаристів Руперта Гулда і Девіда Кайганича, знятий на основі однойменної книги Майкла Фінкеля.

## Сюжет
Крістіан Лонго (Джеймс Франко), мешканець штату Орегон, чия дружина і троє дітей були виявлені убитими, заарештовується поліцією в Мексиці, де він назвав себе ім'ям репортера газети «Нью-Йорк таймс» Майклом Фінкелем.
Справжній Майкл Фінкель (Джона Гілл) є амбітним і успішним репортером в Нью-Йорку. Після конфлікту з головним редактором через його останньої статті, в якій він придумав трагічну історію про хлопчика, якого насправді не було, взявши за основу розповіді трьох людей з важкою життєвою ситуацією, замість того, щоб написати все як є, і після спроб, які він зробив, щоб пояснити, навіщо він це зробив, його просять написати спростування в журналі «New York Times», а потім звільняють. Він повертається додому до своєї дружини Джилл Баркер (Фелісіті Джонс) і щосили намагається знайти роботу журналіста через його публічне звільнення з «Таймс».
З Фінкелем зв'язується репортер газети «The Oregonian», який хоче дізнатися думку про крадіжку Крістіаном Лонго його особистості. Фінкель, який не знав про цей випадок, був заінтригований і влаштовує зустріч з Лонго у в'язниці. Під час свого першої розмови ув'язнений стверджує, що він стежив за Фінкелем всю його кар'єру і завжди захоплювався його стилем письма. Лонго погоджується розповісти Фінкелю про його злочини, за які його звинувачують, якщо Фінкель буде давати уроки письма і пообіцяє, що не розкаже про їх бесіди до завершення судового процесу по вбивству.
Фінкель все більше зацікавлюється Лонго, який не визнає своєї провини. Впевнений, що історія буде спокутою, Фінкель відвідує Лонго у в'язниці та пише йому кілька місяців. Лонго відправляє численні листи Фінкелю, а також записник під назвою «Неправильні повороти», в якому міститься те, що Лонго описує як список помилок, які він зробив у своєму житті. Фінкель починає розпізнавати схожість між Лонго і ним самим, їх почерком і малюнком, а також листами Лонго та особистими журналами Фінкеля. У міру наближення судового розгляду Фінкель все більше сумнівається, що Лонго винен у вбивствах, і Лонго інформує Фінкеля, що він має намір змінити свої свідчення, щоб не бути винним.
У суді Лонго не визнає себе винним у двох вбивствах, але зізнається у вбивстві своєї дружини й однієї зі своїх дочок. Фінкель стикається з Лонго, який стверджує, що не може ділитися всім, що знає, бо він повинен захищати певних людей, яких він відмовляється назвати. Детектив Грег Ганлі (Роберт Джон Берк), який відстежив Лонго і заарештував його, підходить до Фінкеля і стверджує, що Лонго — надзвичайно небезпечний і вміє маніпулювати людьми. Він намагається переконати Фінкеля передати, як доказ, все своє листування з Лонго. Фінкель відмовляється, а Генлі не дає йому пояснень.
На судовому процесі Лонго докладно описує свою версію подій. Він стверджує, що після суперечки з дружиною про їхнє фінансове становище, він повернувся додому і побачив двох своїх безвісти зниклих дітей, одну з його дочок була непритомною, а його дружина, схлипуючи, говорила, що вона опускала дітей «в воду». Лонго сказав, що він задушив свою дружину до смерті в сліпій люті. Він говорив, що думав, що його інша дочка була мертва, але потім зрозумів, що вона все ще дихає і задушив її, тому що вона вмирала. Дружина Фінкеля, Джилл, спостерігала за свідченнями Лонго.
Під час засідання, Джилл відвідує Лонго у в'язниці й говорить йому, що він нарцисичний вбивця, який ніколи не втече від себе.
Лонго визнаний винним у всіх чотирьох звинуваченнях і засуджений до смертної кари. Після того як його засудили, він підморгує Фінкелю, який був цим шокований тоді розуміє, що Лонго брехав йому протягом усіх розмов і використовував його для того, щоб зробити свої свідчення більш правдоподібними. Через деякий час Фінкель зустрічає Лонго в камері смертників. Лонго намагається переконати Фінкеля, що прийшовши додому він виявив, що його дружина задушила доньку, а потім все згасло, так що він не пам'ятає про вбивства. Фінкель сердито каже, що більше не повірить в його брехню і попередив суддю про маніпулятивний характер Лонго, коли той оскаржував вирок. Лонго парирує, вказуючи на успіх, який Фінкель отримав з книгою про їхні зустрічі, що вражає репортера.
Фінкель читає розділ своєї книги під назвою «Правдива історія» на рекламному заході в книжковому магазині. Відповідаючи на питання аудиторії, він уявляє, що Лонго знаходиться в задній частині кімнати й каже йому, що якщо він втратив свободу, то Фінкель, мабуть, теж щось втратив. Фінкель не може відповісти.
У фінальних титрах розповідається, що Лонго рік потому зізнався у вбивстві всієї своєї родини. Хоча Фінкель ніколи більше не писав для «Нью-Йорк Таймс», статті про Лонго внесли в ряд публікацій із серії смертників, включаючи «Нью-Йорк Таймс». Фінкель і Лонго все ще зустрічаються в першу неділю кожного місяця.

## У ролях
| Актор              | Роль             |
| ------------------ | ---------------- |
| Джона Гілл         | Майкл Фінкель    |
| Джеймс Франко      | Крістіан Лонго   |
| Фелісіті Джонс     | Джилл Баркер     |
| Роберт Джон Берк   | Грег Ганлі       |
| Конор Кікот        | Захарі Лонго     |
| Ґретчен Мол        | Карен            |
| Бетті Гілпін       | Шеріл            |
| Джон Шаріан        | Шериф            |
| Роберт Стентон     | Джеффрі Грег     |
| Марія Діззія       | Мері Джейн Лонго |
| Женев'єв Енджелсон | Тіна Елвіс       |
| Дана Ескелсон      | Джой Лонго       |
| Ітан Саплі         | Пет Фрато        |

## Виробництво

### Зйомки
Основні зйомки почалися в березні 2013 року в Воріку (штат Нью-Йорк) і Нью-Йорку. Бред Пітт став виконавчим продюсером, а Fox Searchlight Pictures дистриб'ютором.

### Музика
Марко Бельтрамі був найнятий 18 липня 2014 року для того, щоб написати музику до фільму.
Коли Джилл відвідує Лонго у в'язниці, вона включає йому запис ліричного твору «Se la mia morte brami» (якщо ти хочеш моєї смерті), написаного італійським композитором епохи Відродження Карло Джезуальдо. Вона пояснює, що всупереч красі мелодії, вона не може її слухати, не згадуючи факти з життя композитора: Джезуальдо вбив свою дружину, її коханого і свою дитину.

## Реліз
Спочатку показ фільму був запланований в обмеженому прокаті 10 квітня 2015 року. Дата показу була перенесена на один тиждень, для успішного широкого прокату.

## Сприйняття

### Критика
Фільм отримав змішані відгуки критиків. На сайті Rotten Tomatoes оцінка стрічки становить 45 % на основі 167 відгуків від критиків (середня оцінка 5,4/10) і 38 % від глядачів із середньою оцінкою 3,0/5 (19 489 голосів). Фільму зарахований «гнилий помідор» від кінокритиків та «розсипаний попкорн» від глядачів, Internet Movie Database — 6,3/10 (74 тис. голосів), Metacritic — 50/100 (40 відгуків критиків) і 6,0/10 (79 відгуків від глядачів).

### Номінації та нагороди
| Нагороди та номінації фільму «Правдива історія» | Нагороди та номінації фільму «Правдива історія» | Нагороди та номінації фільму «Правдива історія» | Нагороди та номінації фільму «Правдива історія» | Нагороди та номінації фільму «Правдива історія» | Нагороди та номінації фільму «Правдива історія» |
| Рік                                             | Кінофестиваль/кінопремія                        | Категорія/нагорода                              | Номінант                                        | Результат                                       |                                                 |
| ----------------------------------------------- | ----------------------------------------------- | ----------------------------------------------- | ----------------------------------------------- | ----------------------------------------------- | ----------------------------------------------- |
| 2015                                            | Teen Choice Awards                              | Choice Movie Actor: Drama                       | Джеймс Франко                                   | Номінація                                       |                                                 |
| 2015                                            | Teen Choice Awards                              | Choice Movie Actor: Drama                       | Джона Гілл                                      | Номінація                                       |                                                 |
| 2015                                            | Teen Choice Awards                              | Choice Movie Actress: Drama                     | Фелісіті Джонс                                  | Номінація                                       |                                                 |
| 2015                                            | «Золотий трейлер»                               | Найоригінальніший постер                        | Fox Searchlight Pictures, InSync Plus           | Номінація                                       |                                                 |